# Leda Gloria

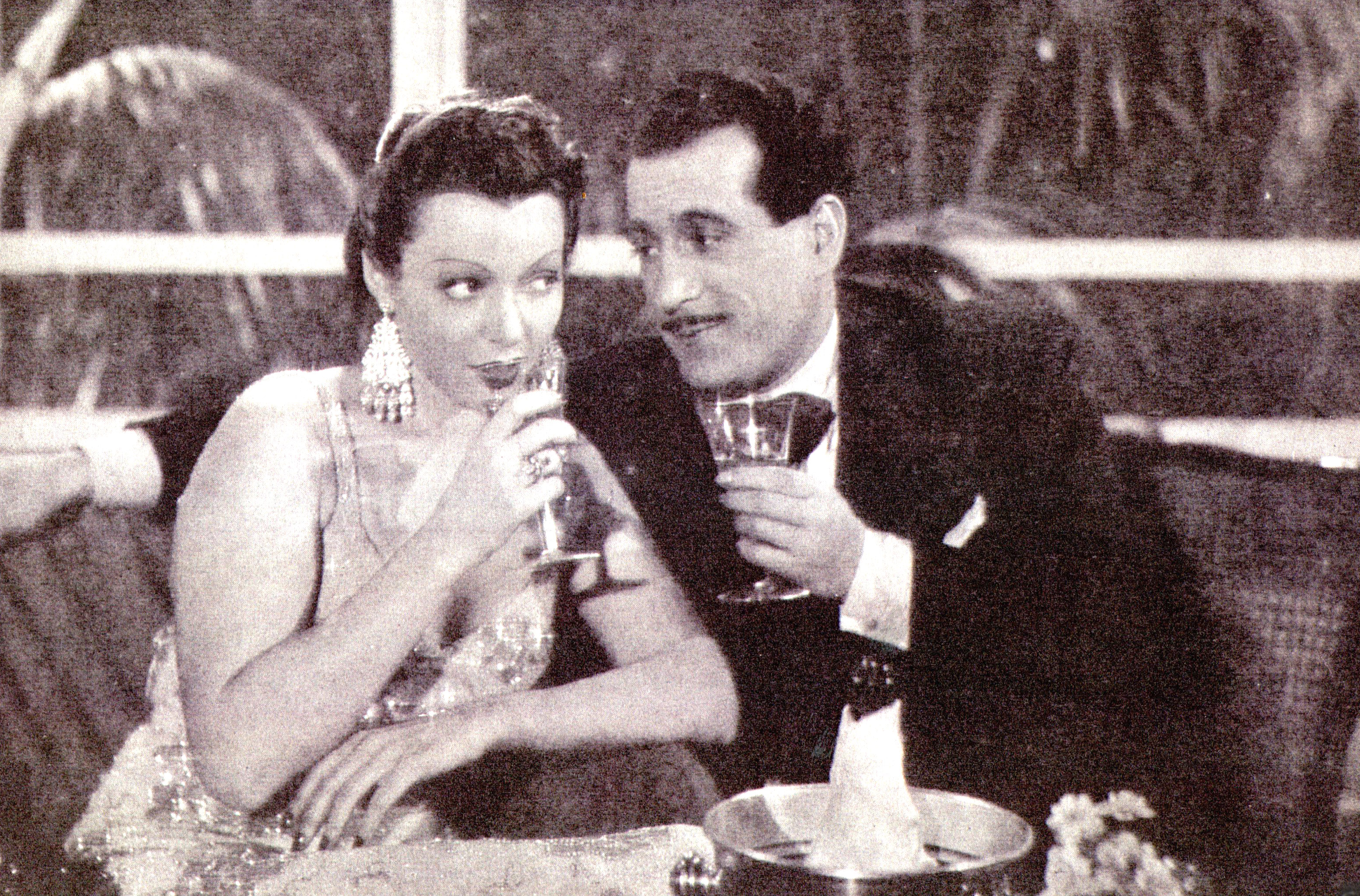
Leda Gloria y Peppino De Filippo en Notte di fortuna (1941)

Leda Gloria (30 de agosto de 1912 – 16 de marzo de 1997) fue una actriz teatral y cinematográfica de nacionalidad italiana, a lo largo de cuya carrera actuó en más de setenta películas estrenadas entre 1929 y 1965.

## Biografía
Su verdadero nombre era Leda Nicoletti Data, y nació en Roma, Italia. 
Debutó en el cine muy joven, actuando en algunos filmes mudos producidos en Roma a finales de los años 1920, y abandonando para ello sus estudios musicales como arpista. En 1931 conoció a Alessandro Blasetti, que la escogió para actuar en Terra madre, iniciando así una larga carrera en el cine, siendo recordada sobre todo por su papel de la mujer de Peppone (Gino Cervi) en la serie de películas dedicadas a "Don Camillo" (Fernandel). 
Activa también como actriz teatral, trabajó en la Compañía de Giulio Donadio, participando en algunos espectáculos de teatro de revista da mediados de los años 1940.
Leda Gloria falleció en Roma, Italia, en 1997. 

## Filmografía
- Redemption, de Fred Niblo (1930)
- Terra madre, de Alessandro Blasetti (1931)
- Palio, de Alessandro Blasetti (1931)
- La stella del cinema, de Mario Almirante (1931)
- Figaro e la sua gran giornata, de Mario Camerini (1931)
- L'armata azzurra, de Gennaro Righelli (1932)
- La tavola dei poveri, de Alessandro Blasetti (1932)
- Il trattato scomparso, de Mario Bonnard (1933)
- Oggi sposi, de Guido Brignone (1934)
- Il cappello a tre punte, de Mario Camerini (1934)
- L'aria del continente, de Gennaro Righelli (1935)
- Milizia territoriale, de Mario Bonnard (1935)
- Nozze vagabonde, de Guido Brignone (1936)
- L'ambasciatore, de Baldassarre Negroni (1936)
- Sette giorni all'altro mondo, de Mario Mattoli (1936)
- Arma bianca, de Ferdinando Maria Poggioli (1936)
- I tre desideri, de Giorgio Ferroni (1937)
- Duetto vagabondo, de Guglielmo Giannini (1938)
- Il marchese di Ruvolito, de Raffaello Matarazzo (1938)
- La grande luce, de Carlo Campogalliani (1939)
- La reggia sul fiume, de Alberto Salvi (1940)
- Antonio Meucci, de Enrico Guazzoni (1940)
- Il cavaliere di Kruja, de Carlo Campogalliani (1941)
- Notte di fortuna, de Raffaello Matarazzo (1941)
- Anime in tumulto, de Giulio Del Torre (1942)
- La signorina, de László Kish (1942)
- La pantera nera, de Domenico Gambino (1942)
- La moglie in castigo, de Leo Menardi (1943)
- Dagli Appennini alle Ande, de Flavio Calzavara (1943)
- Vietato ai minorenni, de Mario Massa (1944)
- Il mulino del Po, de Alberto Lattuada (1948)
- Vogliamoci bene!, de Paolo William Tamburella (1949)
- Napoli milionaria, de Eduardo De Filippo (1950)
- Luna rossa, de Armando Fizzarotti (1951)
- L'eterna catena, de Anton Giulio Majano (1951)
- Ultimo incontro, de Gianni Franciolini (1951)
- Strano appuntamento, de Dezsö Ákos Hamza (1951)
- Don Camillo, de Julien Duvivier (1952)
- Il cappotto, de Alberto Lattuada (1952)
- Le ragazze di piazza di Spagna, de Luciano Emmer (1952)
- Rosalba, la fanciulla di Pompei, de Natale Montillo (1952)
- Ergastolo, de Luigi Capuano (1952)
- Non è mai troppo tardi, de Filippo Walter Ratti (1953)
- Il ritorno di don Camillo, de Julien Duvivier (1953)
- Me li mangio vivi!, de Henri Verneuil (1953)
- Cuore di mamma, de Luigi Capuano (1954)
- Il barcaiolo di Amalfi, de Mino Roli (1954)
- Don Camillo e l'onorevole Peppone, de Carmine Gallone (1955)
- Ballata trágica, de Luigi Capuano (1955)
- Luna nuova, de Luigi Capuano (1955)
- Torna piccina mia, de Carlo Campogalliani (1955)
- Guendalina, de Alberto Lattuada (1956)
- Era di venerdì 17, de Mario Soldati (1956)
- Ciao pais, de Osvaldo Langini (1956)
- Serenata a Maria, de Luigi Capuano (1957)
- Il cocco di mamma, de Mauro Morassi (1957)
- Amaramente, de Luigi Capuano (1957)
- La sposa, de Natale Montillo (1958)
- La legge è legge, de Christian-Jaque (1958)
- La donna di ghiaccio, de Antonio Racioppi (1960)
- Don Camillo monsignore... ma non troppo, de Carmine Gallone (1961)
- Il compagno Don Camillo, de Luigi Comencini (1965)